# Ann McKee
Ann McKee, née en 1953 à Appleton, est une neuropathologiste américaine. Elle est experte en maladies neurodégénératives et est notamment connue pour ses travaux sur la maladie d'Alzheimer et les conséquences des traumatismes crâniens répétitifs. En 2017, elle est nommée « Bostonienne de l'année » par le Boston Globe pour ses travaux importants dans ce domaine et en 2018 Time nomme Ann McKee comme l'une de ses 100 personnes les plus influentes.

## Biographie

### Éducation
Ann McKee obtient son baccalauréat à l'Université du Wisconsin et son diplôme de médecine à la Case Western Reserve University School of Medicine. Elle obtient ensuite une bourse de recherche en neuropathologie au Massachusetts General Hospital et une résidence en neurologie au Cleveland Metropolitan General Hospital.

### Carrière
McKee est la neuropathologiste en chef au Centre médical du Département des Anciens combattants à New England et la directrice du Boston University CTE Center. Ses recherches portent sur l'encéphalopathie traumatique chronique (ETC) et les effets tardifs de la neurodégénérescence traumatique. Elle dirige plusieurs banques de cerveaux, dont celles de la BU ADC et de la Framingham Heart Study, basées à Bedford VA, et les banques de cerveaux VA-BU-CLF et Chronic Effects of Neurotrauma Consortium, basées à VA Boston.
Elle est une experte dans le domaine de l'encéphalopathie traumatique chronique, une maladie dégénérative du cerveau. L'ETC se trouve le plus souvent chez les athlètes participant à la boxe, au football américain, au hockey sur glace, ainsi que dans d'autres sports de contact et dans des corps comme l'armée. En 2013, elle indique qu'elle a trouvé des preuves de l'ETC chez plus de 70 des athlètes qu'elle a examinés, dont trois agents de la LNH et 18 joueurs de la NFL. Elle présente ses conclusions aux responsables de la Ligue nationale de football et témoigne devant le comité judiciaire de la Chambre des États-Unis,. Elle étudie également des maladies telles que la maladie à corps de Lewy, la maladie de Parkinson, la paralysie supranucléaire progressive, l'atrophie multisystématisée, la dégénérescence lobaire frontotemporale et la dégénérescence corticobasale.

### Vie privée
Ann. McKee a trois enfants et vit dans le Massachusetts. Elle est fan des Packers de Green Bay.

## Distinctions et récompenses
Elle reçoit de nombreux prix en reconnaissance de son travail. En 2018, l'Association Alzheimer lui décerne le Henry Wisniewski Lifetime Achievement Award pour son travail. La même année, le magazine Time la nomme comme l'une des 100 personnes les plus influentes. Chris Borland, un ancien secondeur des 49ers de San Francisco qui a pris sa retraite à l'âge de 24 ans en raison de problèmes de lésions cérébrales découverts par les recherches de McKee, déclare : « Elle m'a peut-être sauvé la vie. À tout le moins, son travail m'a probablement épargné une grande partie de la souffrance que nous voyons aujourd'hui parmi les anciens joueurs de la NFL ».